# Edmund Shakespeare
Edmund Shakespeare (Stratford-upon-Avon, 1580 – Londra, 31 dicembre 1607) è stato un attore teatrale britannico, fratello di William Shakespeare.

## Biografia
Ottavo e ultimo figlio di John Shakespeare e Mary Arden, Edmund è stato il fratello più giovane di William Shakespeare. Edmund fu chiamato così in onore di uno zio materno, Edmund Lambert. Seguì il fratello a Londra e cominciò a lavorare con lui come attore teatrale. Mentre era a Londra ebbe un figlio illegittimo, Edward Shakespeare (registrato erroneamente come Edmund Sharksbye), che morì nell'estate del 1607. Edmund morì quattro mesi dopo il figlio all'età di ventisette anni. Venti scellini furono pagati (presumibilmente dal fratello William) per la sua sepoltura nella Cattedrale di Southwark.